# 7. април
7. април (07.04) је 97. дан у години по грегоријанском календару (98. у преступној години). До краја године има још 268 дана.

## Догађаји
- 451 — Атила је опљачкао Мец и напао друге градове у Галији.
- 1141 — Матилда од Енглеске је постала први женски владар Енглеске.
- 1348 — Чешки краљ Карло IV основао Карлов универзитет, први универзитет у централној Европи.
- 1788 — Амерички пионири су основали град Маријету (у данашњем Охају), прво стално америчко насеље изван Тринаест колонија.
- 1862 — Снаге Уније су поразиле снаге Конфедерације у бици код Шајлоа, најкрвавијој бици у дотадашњој америчкој историји.
- 1866 — Земунски штампар Игњан Сопрон, на позив босанског везира Шерифа Осман-паше, отворио прву штампарију у Сарајеву и покренуо прве новине штампане у Босни, недељник „Босански вјесник“. Лист уређивао Милош Мандић, излазио на српском језику, ћирилицом и по Вуковом правопису.
- 1896 — Арктичка експедиција коју је предводио норвешки истраживач Фритјоф Нансен је стигла до 86°13,6' СГШ.
- 1929 — Београдска радио станица први пут преносила једну фудбалску утакмицу, првенствени сусрет БСК и „Југославије“. Репортер био Раде Стоиловић.
- 1939 — Италијанске трупе искрцале се на обале Албаније и за пет дана окупирале земљу.
- 1941 — Влада Краљевине Југославије објавила прокламацију о почетку рата с Немачком и Италијом и издала наредбу о општој мобилизацији.
- 1943 — У лабораторији у Базелу, у Швајцарској, први пут произведена дрога ЛСД.
- 1945 — Амерички авиони у Другом светском рату потопили највећи јапански ратни брод "Јамато".
- 1945 — Антифашистичка скупштина народног ослобођења Србије усвојила резолуцију којом се поздравља и прихвата одлука Главног народноослободилачког одбора Војводине о укључивању аутономне Војводине у састав федералне јединице Србије.
- 1948 — Основана Светска здравствена организација. Статут организације потписало 26 земаља, а 7. април проглашен за Светски дан здравља.
- 1956 — Шпанија се одрекла свог протектората у Мароку.
- 1961 — Ухапшен југословенски политичар и дисидент Милован Ђилас, некада најближи сарадник Јосипа Броза Тита.
- 1963 — Усвојен нови југословенски Устав, којим је назив државе Федеративна Народна Република Југославија промењен у Социјалистичка Федеративна Република Југославија. Нови Устав популарно назван „Повеља самоуправљања“ јер је њиме самоуправни модел примењен у свим сферама и на свим нивоима друштвеног живота.
- 1966 — Из Средоземног мора код шпанске обале извађена америчка хидрогенска бомба, испала из авиона због квара.
- 1980 — САД су прекинуле дипломатске везе са Ираном.
- 1989 — Совјетска подморница Комсомолец је потонула у Баренцовом мору, усмртивши 42 морнара.
- 1990 — Ферибот „Скандинавска звезда“ је захваћен пламеном током крстарења у Северном мору између Норвешке и Данске, који је усмртио 158 особа.
- 1992 —
  - Дан пошто је Европска заједница признала независност Босне и Херцеговине, Срби у Бањалуци прогласили независност Републике Српске, а представници Срба у Председништву БиХ Биљана Плавшић и Никола Кољевић дали оставке.
  - САД признале независност БиХ, Словеније и Хрватске.
- 1994 — Почео је геноцид у Руанди, неколико сати по убиству председника Руанде Жувенала Хабијаримане.
- 1994 — У главном граду Руанде Кигалију убијен премијер Агате Увилингијимана.
- 2001 — Полиција растурила антивладине демонстрације у више градова у Турској. Радници и грађани револтирани наглим падом националне валуте и скоком цена тражили оставку премијера Булента Еџевита и његове владе.
- 2004 — Више од 600 Ирачана погинуло, а преко 400 повређено у бомбардовању џамије у Фалуџи, ирачком граду који је данима био под опсадом америчких маринаца. У Багдаду званично саопштено да је у тој земљи погинуло више од 720 војника коалиционих снага, под вођством САД, већина после проглашења краја главних војних операција, 1. маја 2003.
- 2010 — Више хиљада особа у Бишкеку је започело протесте који су довели до пада режима Курманбека Бакијева.
- 2014 — Проглашена Доњецка Народна Република на подручју Доњецке области Украјине од стране активиста који су заузели зграду регионалне администрације у Доњецку, након свргавања бившег про-руског председника Виктора Јануковича и повратка Крима Русији.

## Рођења
- 1770 — Вилијам Вордсворт, енглески песник. (прем. 1850)[1]
- 1915 — Били Холидеј, америчка џез певачица. (прем. 1959)[2]
- 1920 — Рави Шанкар, индијски музичар и композитор. (прем. 2012)[3]
- 1925 — Вера Мишчевић, учесница Народноослободилачке борбе и народни херој Југославије. (прем. 1944)
- 1928 — Џејмс Гарнер, амерички глумац и продуцент. (прем. 2014)[4]
- 1928 — Алан Џеј Пакула, амерички редитељ, сценариста и продуцент. (прем. 1998)[5]
- 1933 — Воја Мирић, српски глумац. (прем. 2019)[6]
- 1934 — Ташко Начић, српски глумац. (прем. 1993)[7]
- 1937 — Бранислав Петровић, српски песник и новинар. (прем. 2002)[8]
- 1939 — Франсис Форд Копола, амерички редитељ, сценариста, продуцент и композитор.[9]
- 1941 — Горден Кеј, енглески глумац и певач (прем. 2017)[10]
- 1944 — Макото Кобајаши, јапански физичар, добитник Нобелове награде за физику (2008).[11]
- 1944 — Герхард Шредер, немачки политичар, 7. канцелар Немачке.[12]
- 1946 — Јанко Луковски, македонско-српски кошаркаш и кошаркашки тренер. (прем. 2023)
- 1947 — Флоријан Шнајдер, немачки музичар, најпознатији као суоснивач и дугогодишњи члан групе Kraftwerk. (прем. 2020)[13]
- 1954 — Џеки Чен, кинески мајстор борилачких вештина, глумац, продуцент, сценариста и певач.[14]
- 1957 — Драгана Варагић, српска глумица.[15]
- 1963 — Бернар Лама, француски фудбалски голман и фудбалски тренер.[16]
- 1964 — Расел Кроу, новозеландско-аустралијски глумац, продуцент и музичар.[17]
- 1973 — Марко Делвекио, италијански фудбалер.[18]
- 1980 — Лубош Бартон, чешки кошаркаш.[19]
- 1980 — Драган Богавац, црногорски фудбалер.[20]
- 1983 — Франк Рибери, француски фудбалер.[21]
- 1990 — Сорана Крстеа, румунска тенисерка.[22]
- 1991 — Ен-Мари, енглеска музичарка.
- 1991 — Лука Миливојевић, српски фудбалер.[23]
- 1994 — Немања Ахчин, српски фудбалер.[24]
- 1995 — Стефан Илић, српски фудбалер.[25]
- 1995 — Стефан Милошевић, српски фудбалер.[26]
- 1998 — Доминик Динга, српски фудбалер.[27]

## Смрти
- 1614 — Ел Греко, шпански сликар. (рођ. 1540)[28]
- 1789 — Абдул Хамид I, турски султан. (рођ. 1725)[29]
- 1938 — Сузана Валадон, француска сликарка. (рођ. 1865)[30]
- 1943 — Јован Дучић, српски и југословенски писац, песник и дипломата .(рођ. 1871)[31]
- 1947 — Хенри Форд, амерички инжењер. (рођ. 1863)[32]
- 1955 — Теда Бара, америчка филмска глумица. (рођ. 1885)[33]
- 1965 — Драгиша Брашован, архитекта, један од пионира српске модерне архитектуре. (рођ. 1887)[34]
- 1975 — Крсто Хегедушић, хрватски сликар и графичар. (рођ. 1901)[35]
- 2002 — Никодим Комљеновић, српски протосинђел. (рођ. 1945)
- 2005 — Александар Деспић, српски хемичар и технолог. (рођ. 1927)[36]
- 2008 — Станиша Стошић, певач српске народне музике. (рођ. 1945)[37]
- 2017 — Реља Башић, југословенски и хрватски глумац. (рођ. 1930)[38]

## Празници и дани сећања
- Међународни празници
  - Светски дан здравља
- Српска православна црква слави:
  - Благовести
  - Свете мученике Пелагију, Теодосију и Дулу